# Incilius coccifer
Espèce
Synonymes
- Bufo coccifer Cope, 1866
- Bufo valliceps var. microtis Werner, 1896

Statut de conservation UICN

 LC  : Préoccupation mineure
Incilius coccifer est une espèce d'amphibiens de la famille des Bufonidae.

## Répartition

Distribution

Cette espèce se rencontre jusqu'à 1 435 m d'altitude :
- sur le versant Pacifique dans le nord du Costa Rica ;
- sur le versant Pacifique et dans le nord-ouest du Nicaragua ;
- dans la moitié Sud du Honduras ;
- au Salvador ;
- sur le versant Pacifique du Guatemala ;
- au Mexique dans le sud de l'Isthme de Tehuantepec dans l'État d'Oaxaca et dans l'extrême Sud du Chiapas.

## Description
Les mâles mesurent jusqu'à 62 mm et les femelles jusqu'à 82 mm.

## Publication originale
- Cope, 1866 : Fourth contribution to the herpetology of tropical America. Proceedings of the Academy of Natural Sciences of Philadelphia, vol. 18, p. 123-132 (texte intégral).